# Giải thưởng Điện ảnh Hồng Kông lần thứ 15
Giải thưởng Điện ảnh Hồng Kông lần thứ 15 được tổ chức năm 1996 tại Hồng Kông.

## Danh sách các đề cử và giải thưởng
| Phim hay nhất                     | Phim hay nhất                                                 | Phim hay nhất |
| Phim                              | Tên tiếng Anh                                                 |               |
| --------------------------------- | ------------------------------------------------------------- | ------------- |
| Nữ nhân tứ thập (女人四十)        | Summer Snow                                                   |               |
| Thiên quốc nghịch tử (天國逆子)   | The Day the Sun Turned Cold                                   |               |
| Liệt hỏa chiến xa (烈火戰車)      | Full Throttle                                                 |               |
| Đọa lạc thiên sứ (墮落天使)       | Fallen Angels                                                 |               |
| Hồng phiên khu (紅番區)           | Rumble in the Bronx                                           |               |
| Đạo diễn xuất sắc nhất            |                                                               |               |
| Đạo diễn                          | Phim                                                          |               |
| Hứa An Hoa                        | Nữ nhân tứ thập                                               |               |
| Nhĩ Đông Thăng                    | Liệt hỏa chiến xa                                             |               |
| Vương Gia Vệ                      | Đọa lạc thiên sứ                                              |               |
| Nghiêm Hạo                        | Thiên quốc nghịch tử                                          |               |
| Đỗ Kỳ Phong                       | Vô vị thần tham                                               |               |
| Kịch bản hay nhất                 |                                                               |               |
| Biên kịch                         | Phim                                                          |               |
| Trần Văn Cường                    | Nữ nhân tứ thập                                               |               |
| Nhĩ Đông Thăng La Chí Lương       | Liệt hỏa chiến xa                                             |               |
| Kỹ An                             | Tây du ký đại kết cục chi tiên lý kỳ duyên                    |               |
| Kỹ An                             | Tây du ký đệ nhất bách linh nhất hồi chi nguyệt quang bảo hợp |               |
| Đỗ Quốc Uy                        | Nhân gian hữu tình                                            |               |
| Nam diễn viên chính xuất sắc nhất |                                                               |               |
| Diễn viên                         | Phim                                                          |               |
| Kiều Hoành                        | Nữ nhân tứ thập                                               |               |
| Lưu Đức Hoa                       | Liệt hỏa chiến xa                                             |               |
| Châu Tinh Trì                     | Tây du ký đại kết cục chi tiên lý kỳ duyên                    |               |
| Châu Nhuận Phát                   | Hòa bình phạm điếm                                            |               |
| Thành Long                        | Hồng phiên khu                                                |               |
| Nữ diễn viên chính xuất sắc nhất  |                                                               |               |
| Diễn viên                         | Phim                                                          |               |
| Tiêu Phương Phương                | Nữ nhân tứ thập                                               |               |
| Phùng Bảo Bảo                     | Bất nhất dạng đích mụ mụ                                      |               |
| Khâu Thục Trinh                   | Bất đạo đức đích lễ vật                                       |               |
| Diệp Đồng                         | Hòa bình phạm điếm                                            |               |
| Mai Diễm Phương                   | Hồng phiên khu                                                |               |
| Nam diễn viên phụ xuất sắc nhất   |                                                               |               |
| Diễn viên                         | Phim                                                          |               |
| La Gia Anh                        | Nữ nhân tứ thập                                               |               |
| Tiền Gia Lạc                      | Liệt hỏa chiến xa                                             |               |
| Trần Tiểu Xuân                    | Cứu thế thần côn                                              |               |
| Cát Dân Huy                       | Hoa nguyệt giai kỳ                                            |               |
| Huỳnh Tử Hoa                      | Nhị nguyệt tam thập                                           |               |
| Nữ diễn viên phụ xuất sắc nhất    |                                                               |               |
| Diễn viên                         | Phim                                                          |               |
| Mạc Văn Úy                        | Đọa lạc thiên sứ                                              |               |
| La Quan Lan                       | Nữ nhân tứ thập                                               |               |
| La Quan Lan                       | Nhân gian hữu tình                                            |               |
| Hạ Bình                           | Liệt hỏa chiến xa                                             |               |
| Diệp Phương Hoa                   | Hồng phiên khu                                                |               |
| Diễn viên mới xuất sắc nhất       |                                                               |               |
| Diễn viên                         | Phim                                                          |               |
| Vu Khải Hiền                      | Tử Vân Sơn Thập Tam Thái Bảo                                  |               |
| Trần Tuệ Lâm                      | Tiên nhạc phiêu phiêu                                         |               |
| Trần Vạn Lôi                      | Đọa lạc thiên sứ                                              |               |
| Đinh Tử Tuấn                      | Nữ nhân tứ thập                                               |               |
| Lương Vịnh Kỳ                     | Liệt hỏa chiến xa                                             |               |
| Diệp Phương Hoa                   | Hồng phiên khu                                                |               |